# Мартиненко Олександр Федорович
Олександр Федорович Мартиненко (25 жовтня 1946) — радянський футболіст, що грав на позиції півзахисника. Відомий за виступами за українські клуби «Спартак» з Івано-Франківська, у складі якого зіграв понад 200 матчів у другій та першій лігах СРСР, під час армійської служби також грав за клуб другої ліги СК «Луцьк».

## Клубна кар'єра
Олександр Мартиненко розпочав виступи на футбольних полях у аматорській команді «Буревісник» з Вінниці в 1964 році. У 1966 році Мартиненко знаходився у складі команди другої групи класу «А» «Металург» із Запоріжжя. у 1968 році футболіст грав за команду класу «Б» «Шахтар» з Нововолинська. У 1969 році Олександр Мартиненко отримав запрошення до іншої команди класу «Б» — «Спартака» з Івано-Франківська, проте в основному складі він розпочав грати з наступного сезону. У 1972 році Мартиненко разом з іншими гравцями івано-франківського клубу став переможцем зонального турніру, що на той час вважався чемпіонатом УРСР, і у перехідних матчах проти ризької «Даугави» здобув путівку до першої ліги. Проте перед початком нового сезону разом ще з кількома товаришами Мартиненка призвали до лав Радянської Армії. Службу він проходив у на той час армійській команді СК «Луцьк». У 1974 році Олександр Мартиненко став з 13 забитими м'ячами кращим бомбардиром СК «Луцьк» та одним із кращих бомбардирів української зони другої ліги. Наступного року футболіст став бронзовим призером української зони другої ліги, проте медалі не отримав, оскільки в середині сезону повернувся до івано-франківського «Спартака». У цій команді Мартиненко виступав у першій лізі СРСР до 1977 року, зігравши за три сезони 86 матчів. Після цього футболіст завершив виступи у командах майстрів, проте ще кілька років грав у складі аматорської команди «Зоря» з Хоросткова.

## Досягнення
- Переможець Чемпіонату УРСР з футболу 1972, що проводився у рамках турніру в шостій зоні другої ліги СРСР.
- Грав у складі бронзових призерів Чемпіонату УРСР з футболу 1975, що проводився у рамках турніру в шостій зоні другої ліги СРСР, проте не зіграв відповідної кількості матчів.